# Umut Bulut
Pour les articles homonymes, voir Bulut.
 (août 2012).
Si vous disposez d'ouvrages ou d'articles de référence ou si vous connaissez des sites web de qualité traitant du thème abordé ici, merci de compléter l'article en donnant les références utiles à sa vérifiabilité et en les liant à la section « Notes et références ».
Umut Bulut, né le 15 mars 1983 à Yeşilhisar (Kayseri) est un footballeur international turc, qui jouait au poste d'avant-centre en faveur de l'Eyüpspor.

## Biographie

### Carrière à Trabzonspor
Bulut connaît son plus mauvais début de saison en 2010-11. Il ne participe pas au début de saison de son club qui dispute et remporte la finale de la Supercoupe de Turquie face à Bursaspor sur le score de 3-0. Il débute la première journée de ligue sur le banc. Il est contacté par le club français de Toulouse peu avant le match retour de la Ligue Europa opposant son club au Liverpool FC. Cela lui vaut dans un premier temps d'être exclu de l'équipe entraînée par Şenol Güneş. La transaction entre le club français et le club turc échoue, Toulouse proposant 3 millions d'euros alors que Trabzonspor exige 3,5 millions d'euros[réf. nécessaire]. 
Le transfert ayant échoué, Umut Bulut retrouve le terrain trois jours plus tard face à Antalyaspor. Il doit attendre son septième match pour inscrire son premier but. Il réussit un doublé lors de la huitième semaine face à Kasımpaşa. Le 7 novembre lors de la victoire de Trabzonspor 2-0 face à Galatasaray, il marque les deux buts de son équipe. Trois semaines plus tard, sur le même score de deux buts à zéro, il marque son 61e but sous le maillot de Trabzonspor (le nombre 61, représentant le numéro du département de Trabzon, est un nombre symbolique pour les supporters de Trabzonspor).

### Arrivée à Toulouse
Le 28 juin 2011, il s'engage pour 3 saisons en faveur de Toulouse FC et portera le numéro 7. Le transfert est évalué à 3,8 millions d'euros.
Il participe à tous les matchs de préparation et marque son premier but sous ses nouvelles couleurs contre les Girondins de Bordeaux le 13 juillet 2011. Le 6 août, il est titulaire lors de la première journée de Ligue 1 contre l'AC Ajaccio, il marquera son premier but en compétition officielle le 13 août contre Lyon au Stadium durant la 2e journée de championnat. Malgré sa grande influence dans le jeu, Bulut ne trouve plus le chemin des filets et connaît une période creuse. Le 24 septembre, lors de la 8e journée, Umut retrouve le chemin des filets au Stadium et marque le but décisif qui offre la victoire du TFC contre Nancy (1-0).

### Prêt au Galatasaray
Le 26 juin 2012, et après une seule saison (plutôt décevante) disputée en France avec 5 buts en 32 matches, le TFC annonce le prêt du Turc au club stambouliote de Galatasaray. Pour son premier match avec Galatasaray SK, il marque deux buts et remporte la Supercoupe de Turquie (3-2) contre Fenerbahçe SK. Il termine meilleur buteur de la première partie du championnat, avec 11 buts ; et la saison avec 15 buts.
L'année suivante, il est vendu définitivement à Galatasaray pour un montant de 2,7 millions d'euros.

## Statistiques
| Saison      | Club             | Pays    | Championnat | Championnat | Championnat | Championnat      | Championnat  | Championnat  |
| Saison      | Club             | Pays    | Division    | Matchs      | Buts        | Passes décisives | Cartons      | Cartons      |
| ----------- | ---------------- | ------- | ----------- | ----------- | ----------- | ---------------- | ------------ | ------------ |
| Saison      | Club             | Pays    | Division    | Matchs      | Buts        | Passes décisives | Carton jaune | Carton rouge |
| 2001 - 2002 | Ankaragucu       | Turquie | Super Lig   | 1           | 0           |                  |              |              |
| 2002 - 2003 | Ankaragucu       | Turquie | D3 Turquie  | 30          | 6           |                  |              |              |
| 2003 - 2004 | Ankaragucu       | Turquie | Süper Lig   | 24          | 11          |                  |              |              |
| 2004 - 2005 | Ankaragucu       | Turquie | Süper Lig   | 36          | 9           |                  |              |              |
| 2005 - 2006 | Ankaragucu       | Turquie | Süper Lig   | 35          | 19          |                  |              |              |
| 2006 - 2007 | Trabzonspor      | Turquie | Süper Lig   | 40          | 20          | -                | 3            | -            |
| 2007 - 2008 | Trabzonspor      | Turquie | Süper Lig   | 41          | 19          | -                | 3            | -            |
| 2008 - 2009 | Trabzonspor      | Turquie | Süper Lig   | 37          | 14          | -                | 8            | -            |
| 2009 - 2010 | Trabzonspor      | Turquie | Süper Lig   | 42          | 18          | -                | 2            | -            |
| 2010 - 2011 | Trabzonspor      | Turquie | Süper Lig   | 37          | 17          | -                | 3            | -            |
| 2011 - 2012 | Toulouse FC      | France  | Ligue 1     | 32          | 5           | -                | 1            | -            |
| 2012 - 2013 | Galatasaray S.K. | Turquie | Süper Lig   | 38          | 15          |                  | 3            | 2            |
| 2013 - 2014 | Galatasaray S.K. | Turquie | Süper Lig   | 46          | 9           |                  | 4            | 0            |
| 2014 - 2015 | Galatasaray S.K. | Turquie | Süper Lig   | 43          | 13          |                  |              |              |
| 2015 - 2016 | Galatasaray S.K. | Turquie | Süper Lig   | 40          | 7           |                  |              |              |
| 2016 - 2017 | Galatasaray S.K. | Turquie | Süper Lig   |             |             |                  |              |              |

Dernière mise à jour le 14 août 2014

## Palmarès
| Trabzonspor - Coupe de Turquie (1) : - Vainqueur : 2009-10. - Supercoupe de Turquie (1) : - Vainqueur : 2010. |  | Galatasaray SK - Championnat de Turquie (2) : - Champion : 2012-13 et 2014-15. - Coupe de Turquie (3) : - Vainqueur : 2013-14, 2014-15 et 2015-16. - Supercoupe de Turquie (3) : - Vainqueur : 2012, 2013 et 2015. |